# Хэллоуин 5: Месть Майкла Майерса
«Хэллоуин 5: Месть Майкла Майерса» (англ. Halloween 5: The Revenge Of Michael Myers) — американский  фильм в жанре слэшер 1989 года, написанный сценаристом и режиссёром Домиником Отенин-Жираром, с Дональдом Плезенсом и Даниэль Харрис в главных ролях. Пятая часть серии фильмов «Хэллоуин» рассказывает о серийном убийце Майкле Майерсе, который снова возвращается в город Хэддонфилд, чтобы убить свою племянницу Джейми Ллойд, травмированную его предыдущим нападением на неё и помещённую в психиатрическую лечебницу после попытки убийства приёмной матери.
После успеха предыдущей части, «Хэллоуин 4: Возвращение Майкла Майерса» (1988), «Хэллоуин 5: Месть Майкла Майерса» был поспешно запущен в производство исполнительным продюсером Мустафой Аккадом. Оригинальный сценарий, который на момент начала съёмок находился в стадии доработки, вводил элементы сверхъестественного ужаса, включая Джейми, обладающего телепатической связью с Майклом Майерсом, а также сюжет, в котором Майерс, находясь под влиянием культа, сосредоточенного вокруг древней руны Торна, стремится убить свой род. Хотя в окончательной версии фильма появился загадочный «Человек в чёрном», подсюжет «Проклятие Торна» был сведён к минимуму, что привело к некоторому недоумению зрителей и критиков, хотя он был расширен в следующем фильме «Хэллоуин 6: Проклятие Майкла Майерса» (1995).
Фильм «Хэллоуин 5: Месть Майкла Майерса», снятый в Солт-Лейк-Сити в середине 1989 года, был выпущен в прокат в Северной Америке в октябре того же года независимой студией «Galaxy Releasing» и собрал 11,6 миллиона долларов в американском прокате. Фильм получил в основном негативные отзывы.

## Сюжет
31 октября 1988 года Майкл Майерс был сброшен в шахту шерифом Беном Микером и полицией штата Иллинойс, но ему удалось выползти до того, как вниз был сброшен динамит. Майкл плывёт вниз по реке и натыкается на хижину пожилого отшельника, который ухаживает за ним, возвращая ему здоровье. Год спустя он просыпается и убивает отшельника, прежде чем вернуться в Хэддонфилд, чтобы возобновить охоту на свою племянницу Джейми Ллойд.
Джейми попала в детскую клинику Хэддонфилда после нападения на свою приёмную мать. Из-за психологической травмы она потеряла дар речи и проявляет признаки телепатической связи со своим дядей. Доктор Сэм Лумис узнаёт об этой связи и хочет использовать её, чтобы окончательно победить Майкла. Тем временем Майкл убивает приёмную сестру Джейми Рэйчел и начинает преследовать её подругу Тину Уильямс. Джейми чувствует, когда её близкие в опасности, и у неё периодически происходят судороги, которые беспокоят окружающих.
После неожиданной встречи с Майклом, выдававшим себя за её парня, которого он убил, Тина вместе со своими друзьями Сэм и Спитцем посещает вечеринку в честь Хэллоуина на ферме Тауэр. Почувствовав, что Майкл следит за ними, Джейми (к которой частично вернулась способность говорить) сбегает из клиники вместе со своим заикающимся другом Билли Хиллом, чтобы предупредить Тину об опасности. Пока Спитц и Сэм занимаются сексом в сарае, Майкл пронзает первого вилами, а второй отрубает голову косой, а также убивает двух неуклюжих помощников шерифа, которым Лумис поручил защищать Тину. Джейми и Билли находят Тину, когда Майкл пытается сбить их машиной. В конце концов, Тина жертвует собой, чтобы спасти Джейми. Поскольку ей уже нечего терять, Джейми соглашается помочь Лумису остановить Майкла раз и навсегда.
Лумис и Микер устраивают засаду в заброшенном доме Майерса, чтобы заманить Майкла в дом его детства. В полицию поступает звонок о том, что Майкл проник в клинику, что побуждает Микера и большинство офицеров уйти; однако этот звонок — всего лишь отвлекающий манёвр. Появляется Майкл и убивает оставшихся офицеров. Лумис пытается образумить его, но Майкл наносит ему удар ножом и перебрасывает через перила лестницы. Он преследует Джейми по всему дому и поднимается на чердак, где она находит тела Рэйчел, своего пса Макса и бойфренда Тины. Когда Майкл поднимает нож, чтобы ударить её, Джейми обращается к нему как к дяде, заставляя его остановиться. Он соглашается снять маску и позволить Джейми увидеть его лицо, проливая при этом короткую слезинку. Однако, когда Джейми дотрагивается до его лица, он впадает в ярость и снова преследует ее. Лумис появляется снова и использует Джейми как приманку, чтобы заманить Майкла в ловушку. Он стреляет в Майкла из пистолета с транквилизатором и избивает его до потери сознания деревянной доской, после чего у него случается инсульт, и он падает на Майкла сверху.
Микер и полиция возвращаются и берут Майкла под стражу. Он заперт в камере полицейского участка до тех пор, пока его не переведут в учреждение строгого режима на всю оставшуюся жизнь. Когда Джейми готовится вернуться в клинику, появляется таинственный человек в чёрном, который весь день молча наблюдал за происходящим, и устраивает стрельбу в участке. Джейми находит тела Микера и нескольких офицеров, а также камеру Майкла, взломанную и пустую. Поняв, что он снова сбежал, она рыдает в отчаянии.

## В ролях
- Дональд Шанкс — Майкл Майерс
- Дональд Плезенс — Доктор Сэм Лумис
- Даниэль Харрис — Джейми Ллойд
- Бо Старр — Шериф Бен Микер
- Карен Олстон — Дарлин Каррузерс
- Элли Корнелл — Рейчел Каррузерс
- Мэттью Уолкер — Спритц
- Венди Каплан — Тина Уилльямс
- Тамара Глинн — Саманта Томас
- Джеффри Лэндмэн — Билли Хилл
- Макс Робинсон — Доктор Макс Харт
- Бетти Карвальо — Пэтси Уэст
- Джонатан Чапин — Майки
- Фрэнк Комо — Помощник шерифа Ник Росс
- Дэвид Эрсин — Помощник шерифа Том Фарра
- Харпер Ройзман — Гермит

## Саундтрек
1. Romeo, Romeo — Performed by Becca
2. Anything For Money — Performed by DVB
3. Dancin' On Midnight — Performed by Churchill
4. Second Time Around — Performed by Rythm Tribe
5. Sporting Woman — Performed by Diggy mark Chosak and Eileeen Clark
6. Halloween 5: The Revenge Theme
7. The Shape Also Rises
8. The Evil Child Must Die
9. First Victim
10. A Stranger In The House
11. Tower Farm
12. Stop The Rage
13. Trapped
14. The Attic
15. Jail Break
16. Halloween Finale

## Отзывы
На сайте Rotten Tomatoes у фильма 12 % положительных рецензий на основе 25 рецензий со средней оценкой 3,70 из 10. На Metacritic — 28 баллов из 100 на основе 10 рецензий.